# Лекё, Жан-Жак
Жан-Жак Лекё (фр. Jean-Jacques Lequeu, Le Queu; 14 сентября 1757, Руан — 28 марта 1826, Париж) — французский рисовальщик и архитектор. Его творчество современники и потомки считали весьма необычным. Лекё — оригинальный теоретик искусства, а также рисовальщик «невротической фантазии» в области бумажной архитектуры школы мегаломанов Э.-Л. Булле, Ж. Гондуэна и К.-Н. Леду.

## Биография
Жан-Жак Лекё родился в семье плотника из Руана и Марии Терезы Ле Жантиль. Учился в родном городе в бесплатной школе рисования, основанной Жаном-Батистом Деканом, куда он поступил около 1770 года. Там он в 1772 году получил первую премию, а затем право на получение стипендии. В следующем году он перешёл в высший класс, где изучал архитектуру под руководством архитектора Жана-Батиста Ле Брюмана, бывшего ученика Декана. Затем Лекё получил две премии Руанской академии наук, изящной литературы и искусств в 1776 и июле 1778 года, среди прочих — за проект памятника Людовику XVI, а затем стипендию, которая позволила ему поехать в Париж. В то же время, до 1778 года, Лекё работал чертёжником в агентстве Ле Брюмана, проектируя здания в Руане, включая церковь Мадлен, шедевр Ле Брюмана.
Ле Брюно порекомендовал Лекё своему учителю Жаку-Жермену Суффло. 18 мая 1779 года Лекё был принят в ученики Суффло в Королевской академии архитектуры. Он также работал внештатным сотрудником на строительстве церкви Святой Женевьевы (позднее Пантеон), которыми руководил Жак-Жермен Суффло.
В мае 1780 года скончался архитектор Суффло. Лекё постепенно лишился поддержки, включая пенсию, назначенную его дядей. В 1781 году он исчез из записей Академии, несмотря на многочисленные рекомендации, данные Деканом ряду художников, известных в Париже и родом из Руана. Он не стал продолжать учёбу, а вместо этого продолжил карьеру на службе у Франсуа Суффло ле Романа, двоюродного брата Суффло. Для Франсуа Суффло, который оставался инспектором-проектировщиком будущего Пантеона, Лекё выполнит многие работы. Он покидает Париж лишь изредка, чтобы съездить в Руан. Поездка в Италию в компании другого крестника своего дяди, графа Бувиля, упоминается Лекё несколько раз, но её документальных свидетельств не обнаружено.
К концу 1780-х годов он, по-видимому, поссорился с Суффло ле Романом. Началась французская революция, и карьера Лекё до конца его жизни сосредоточилась на бумажной архитектуре. Примерно в это же время Лекё начал составлять серию гравюр под названием «Рисунки, представляющие с помощью фигур, и пояснения того, как следует промывать планы, фасады и профили непрозрачных тел» (Dessin[s] qui représente[nt] avec des figures, par quelle[s] teintes, et comment on doit laver les plans, élévations et profils des corps opaques).
Эта серия стала его главным произведением под названием «Гражданская архитектура» (L’Architecture civile). Он работал и над другой рукописью — «Новый метод рисования головы человека с помощью начертательной геометрии» (la Nouvelle méthode de dessin pour tracer la tête de l’homme au moyen de la géométrie descriptive). Лекё тщетно пытался найти преподавательскую или иную работу. В 1789 году он написал методическое руководство по обучению гравированию методом лависа.
Исчезновение аристократических заказчиков лишило Лекё честолюбивых планов. В 1790 году революционная власть назначила его руководителем общественной мастерской в предместье Сент-Антуан. Он спроектировал трибуны для празднования Федеративного пакта 14 июля. После упразднения мастерских в 1793 году он поступил чертёжником в Управление поземельного кадастра, прикрепленное к недавно созданному Министерству внутренних дел. В том же году Лекё спас захоронение своего учителя Суффло от осквернения. Именно во время Революции он стал создавать свои странные рисунки, самым известным из которых является портрет монахини, обнажающей грудь, с подписью: «И мы тоже будем матерями, потому что…!» ".
Он получил работу мелкого служащего в отделе планов и карт, и его годовая зарплата составляла чуть меньше 2000 франков. В 1804 году он сменил место работы и стал чертёжником в архивном управлении Министерства внутренних дел. В 1808 году служил в Генеральном секретариате внутренних дел, его переводили со службы на службу, не повышая в должности, и, наконец, он был вынужден досрочно выйти в отставку в возрасте пятидесяти восьми лет по причине бюджетных ограничений 12 августа 1815 года с годовым жалованьем в 668 франков.
Он умер неженатым в Париже, на улице Сен-Совер, дом 33, 28 марта 1826 года. Похоронен на кладбище Пер-Лашез, место захоронения не установлено. В его завещании упоминаются 234 архитектурных произведения, семь или восемь мелодрам его сочинения, которые не были найдены.

## Открытие и признание
Имя Жан-Жака Лекё вскоре было забыто почти на столетие. И хотя он принимал участие в строительстве нескольких зданий, а его коллекция рисунков в 1825 году поступила в Национальную библиотеку Франции, историография Лекё сложилась сравнительно недавно и только за последние пятьдесят лет стала предметом интенсивных исследований и размышлений.
В 1897 году Франсуа Бенуа в своем эссе «Французское искусство в эпоху революции и империи» назвал Жан-Жака Лекё одним из важных архитекторов этого периода и «самым любопытным из всех».
В 1933 году венский историк Эмиль Кауфман упомянул его работу в книге «От Леду до Ле Корбюзье». Эта первая попытка привела Кауфмана к его знаменитой статье, опубликованной в 1952 году: «Три революционных архитектора: Булле, Леду и Лекё». Таким образом, Кауфман признал особую роль Лекё в становлении неоклассической архитектуры и сравнил его с двумя архитекторами, Этьеном-Луи Булле и Леду, чьи поиски новой архитектуры можно сравнить с поисками современных авангардистов.
В то же время Луи Откёр в своей обширной «Истории классической архитектуры во Франции» (Histoire de l’architecture classique en France, 1943—1957) связал творчество Лекё с романтизмом, также как Булле, Бернар Пуайе или Луи-Жан Депре, полагая, что он провозглашает «эклектику XIX века». С 1974 года архитектор и историк архитектуры Филипп Дюбуа занялся диссертацией о Лекё, сначала под руководством Манфредо Тафури, при содействии Жана Адемара и других, что привело к публикации эссе в Великобритании «Лекё: архитектурная загадка» (Thames & Hudson, 1986), затем в Соединённых Штатах (MIT Press, 1987) и, наконец, во Франции (Hazan, 1987).
В период с 11 декабря 2018 года по 31 марта 2019 года в Пти-Пале в Париже прошла выставка под названием «Жан-Жак Лекё (1757—1826). Строитель фантазмов» (фр. Jean Jacques Lequeu (1757—1826). Bâtisseur de fantasmes): первая выставка, полностью посвящённая архитектору. В неё вошли все рисунки и проекты, которые Лекё пожертвовал Национальной библиотеке Франции за полгода до смерти. Во время симпозиума, организованного в Пти-Пале в начале выставки, Марк Десимо оспорил гипотезу, согласно которой Лекё был «литературным безумцем», подчеркнув вместо этого родство его подхода к искусству с авторами, которые создают свои произведения посредством игры или провокации.

## Галерея

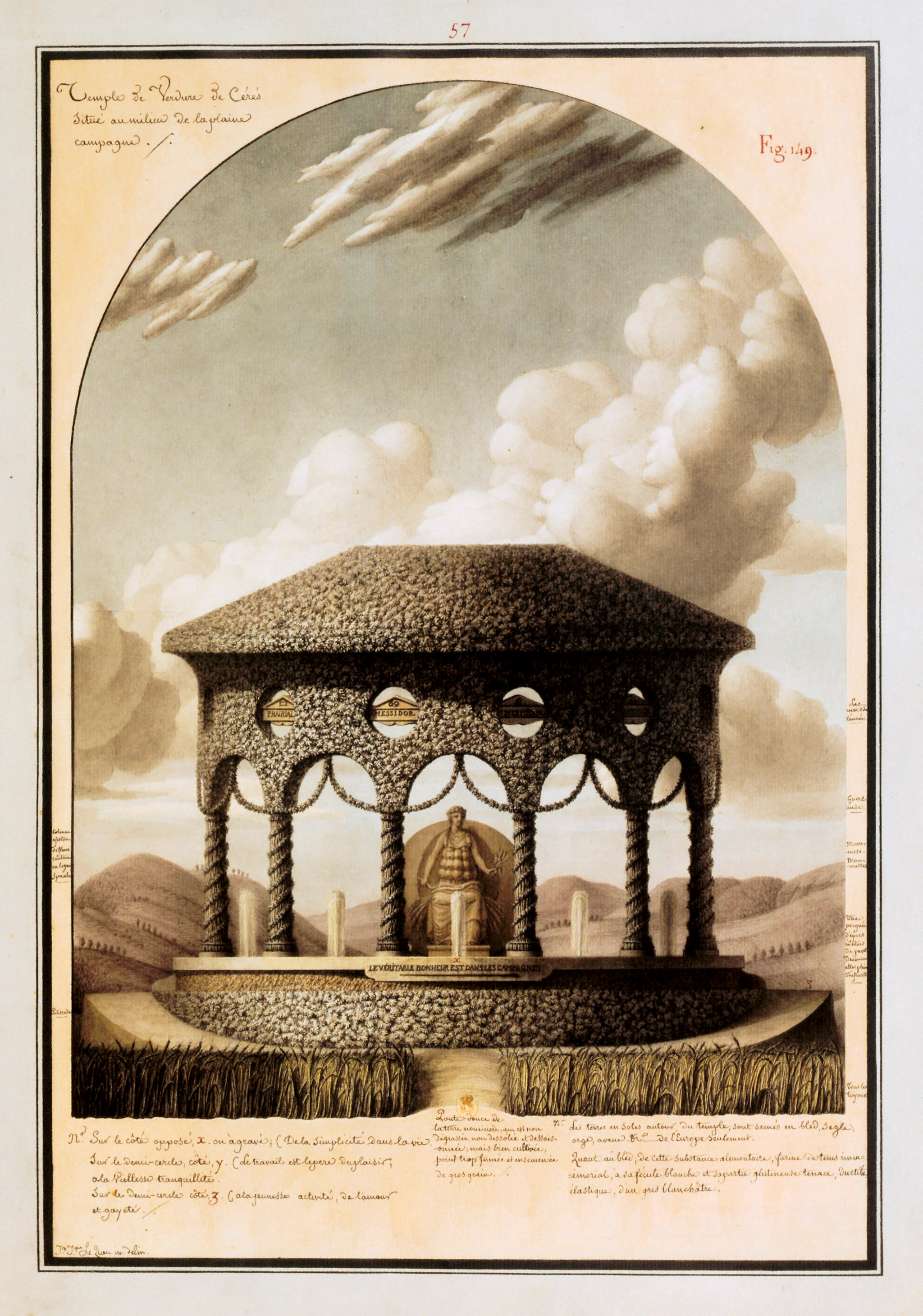
Проект храма зелени Цереры, из книги Лекё «Гражданская архитектура». Между 1777 и 1825
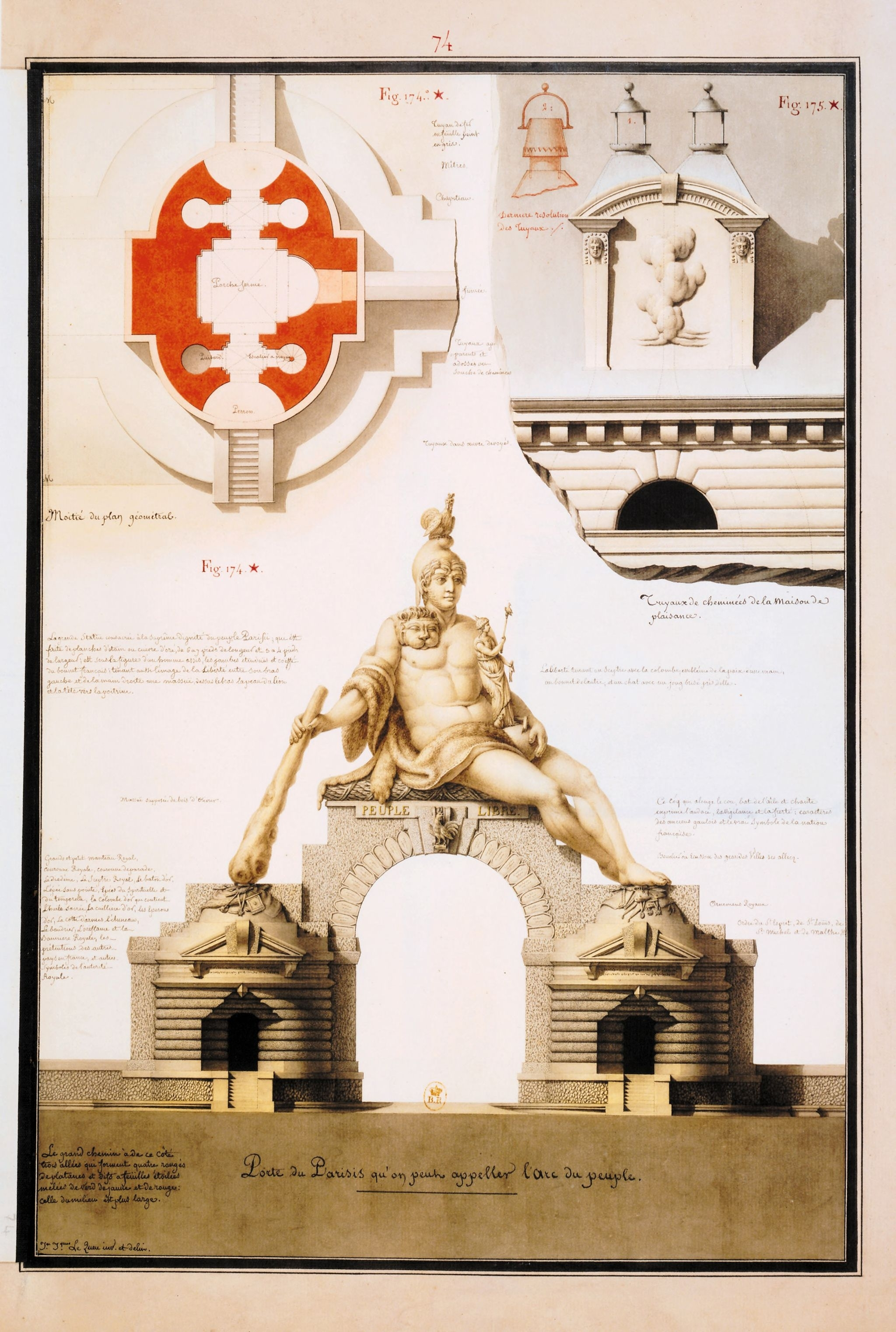
Ворота Парижа, которые можно назвать народной аркой, и дымоходы дома удовольствий. 1794
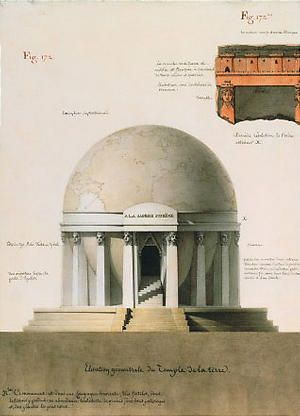
Храм земли. 1794
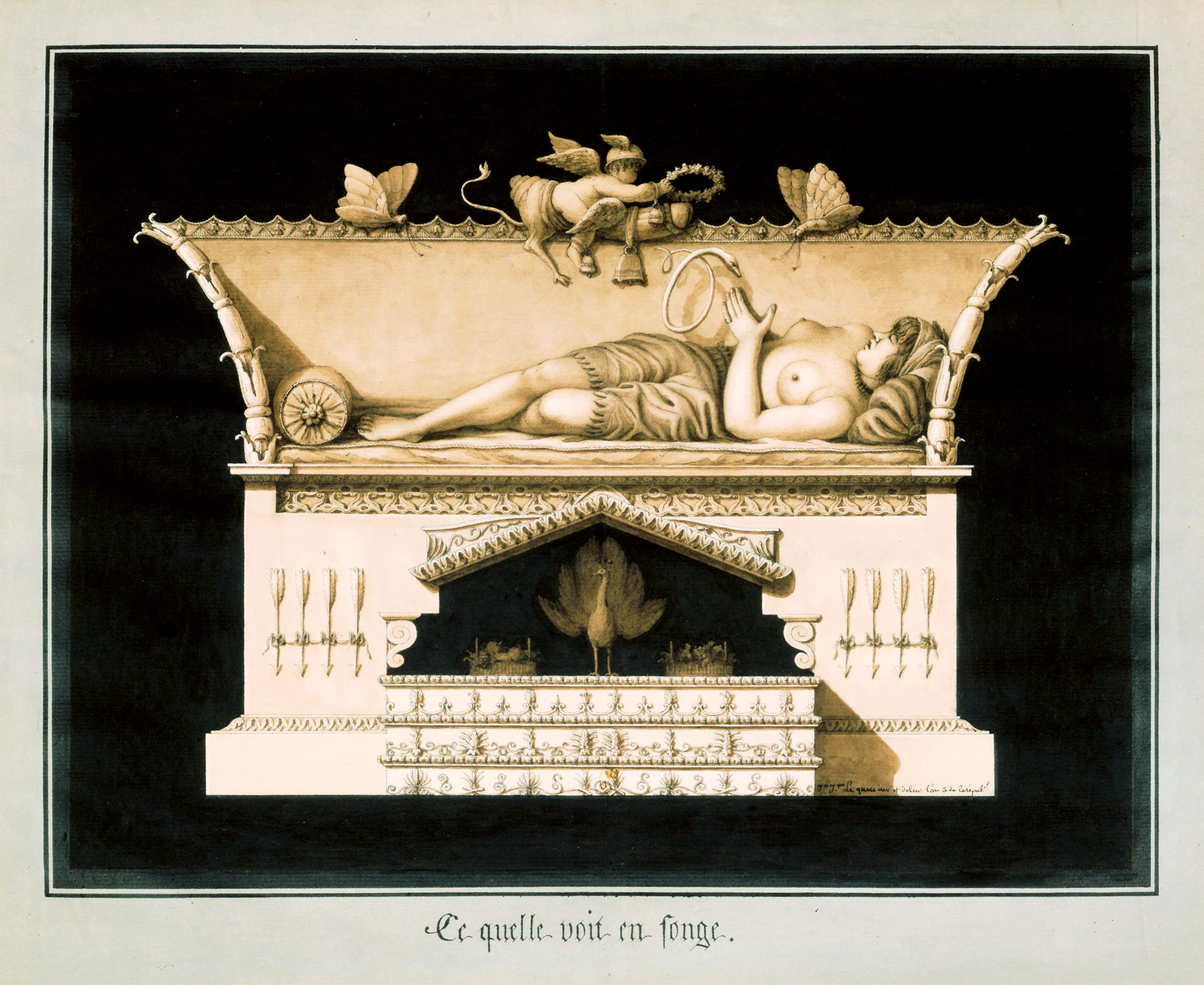
«Что она видит во сне». 1794—1795
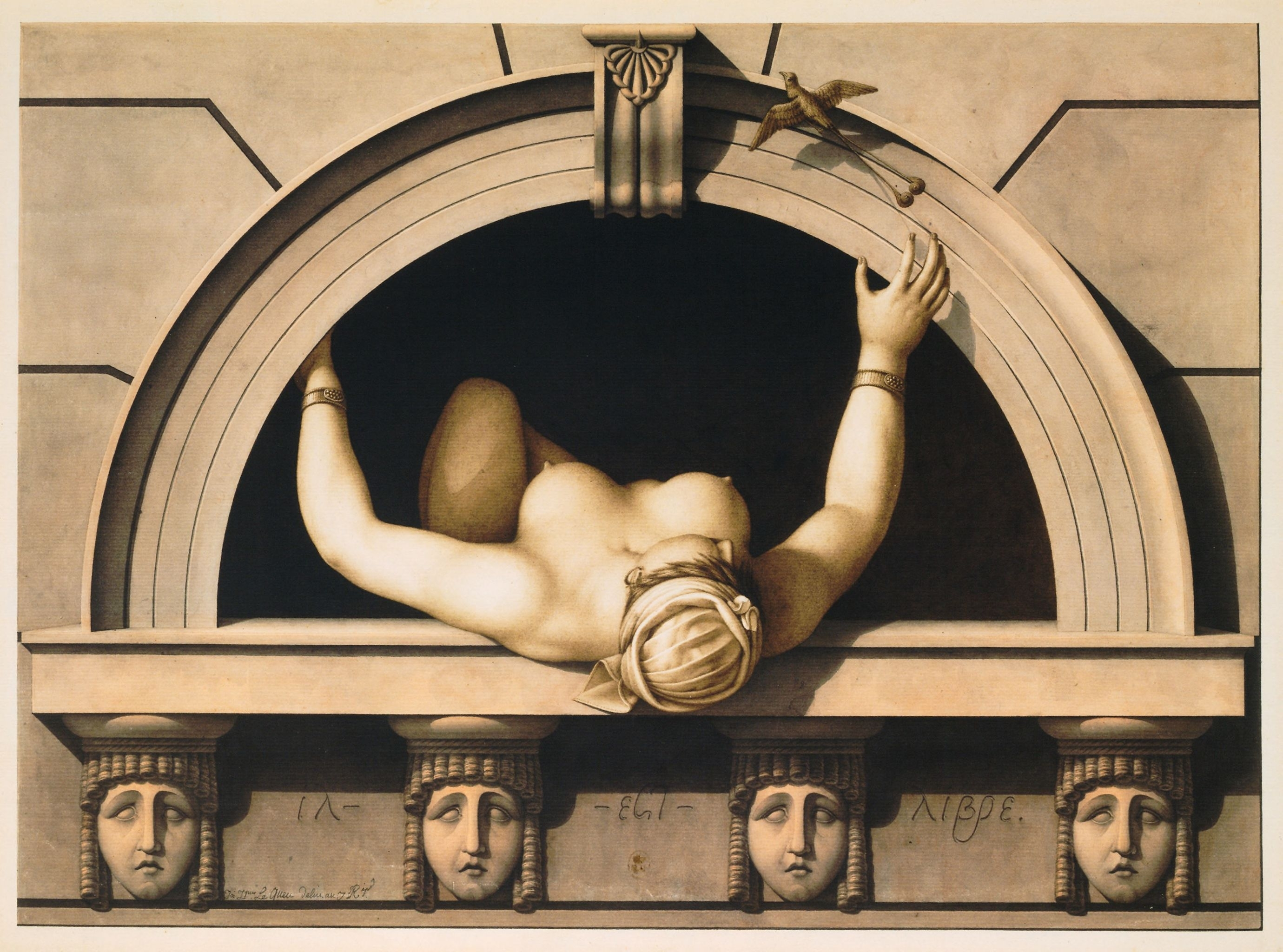
Il est libre, Jn Jque Le Queu delin
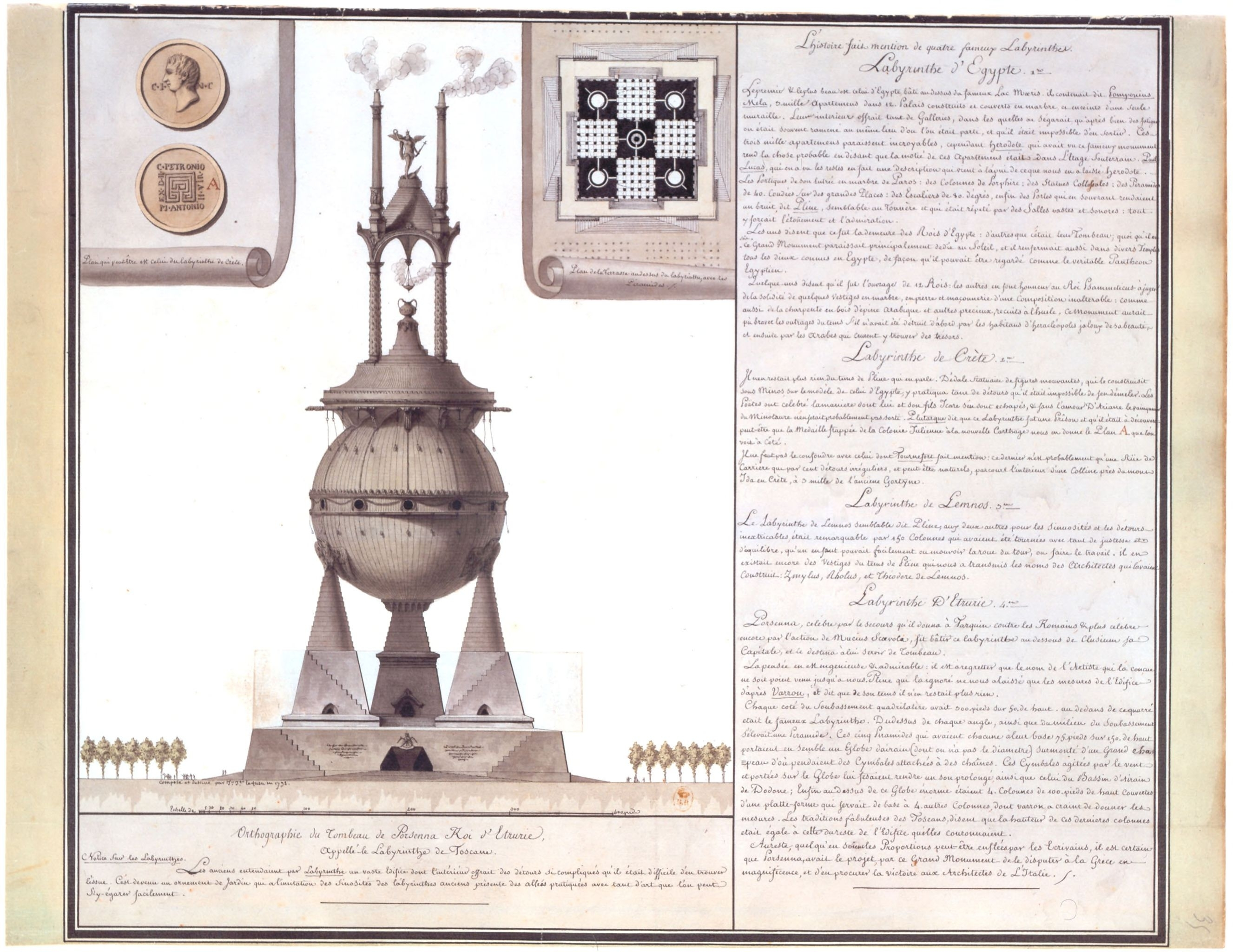
Чертёж гробницы этрусского царя Порсены, называемой лабиринтом Тосканы. 1792
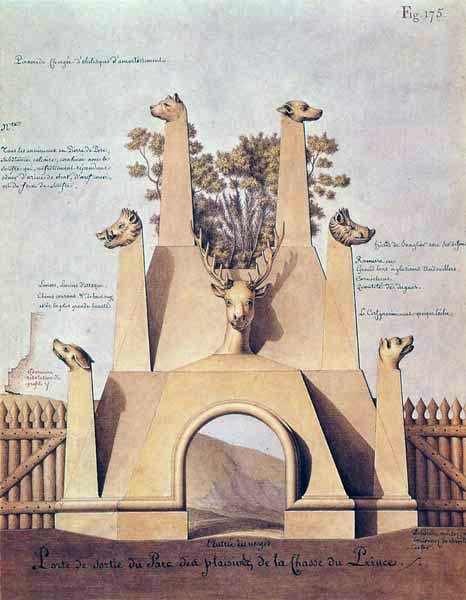
Проект ворот перед охотничьими угодьями. Ок. 1800
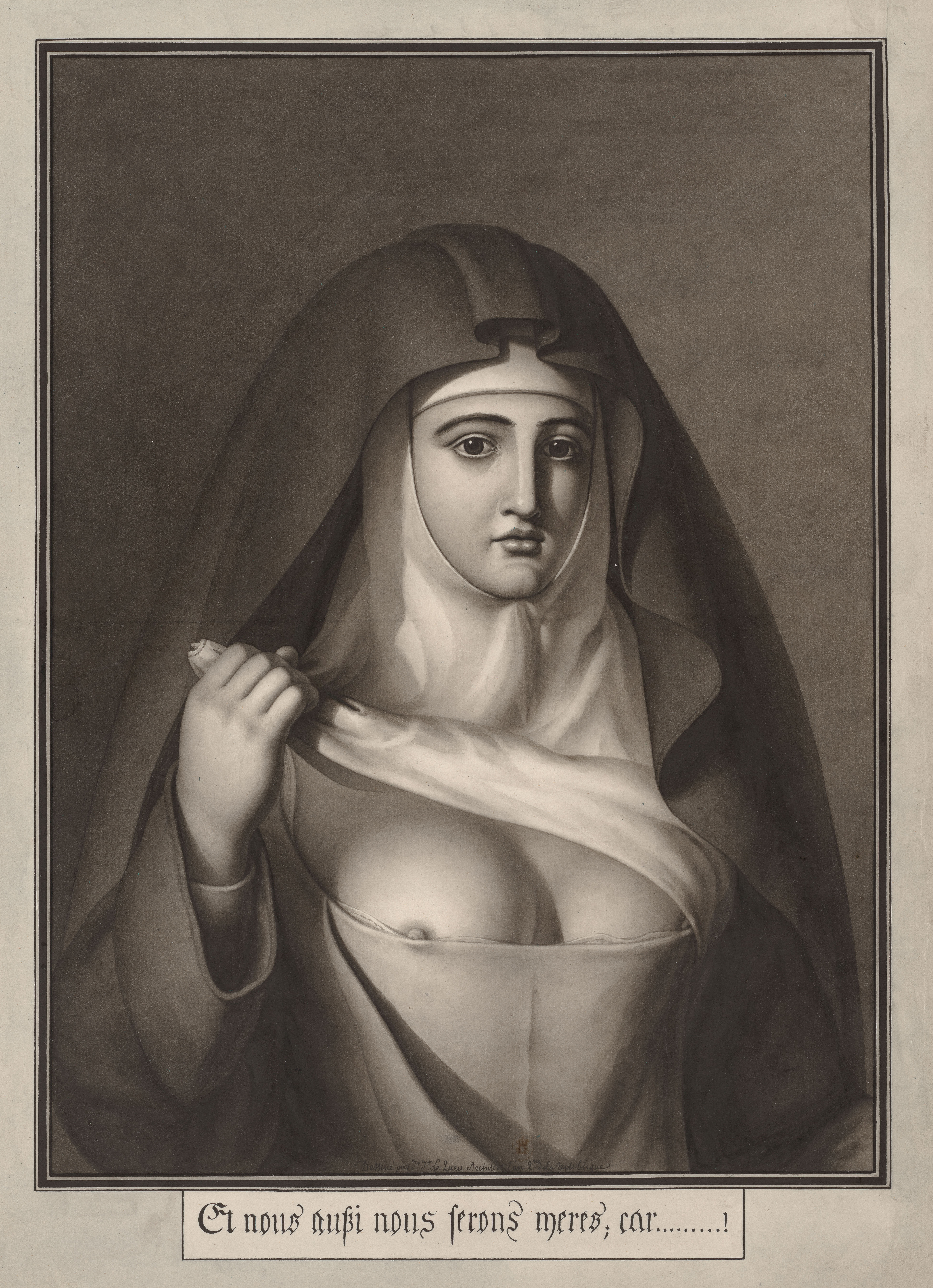
«И мы тоже будем матерями, потому что...!». 1794
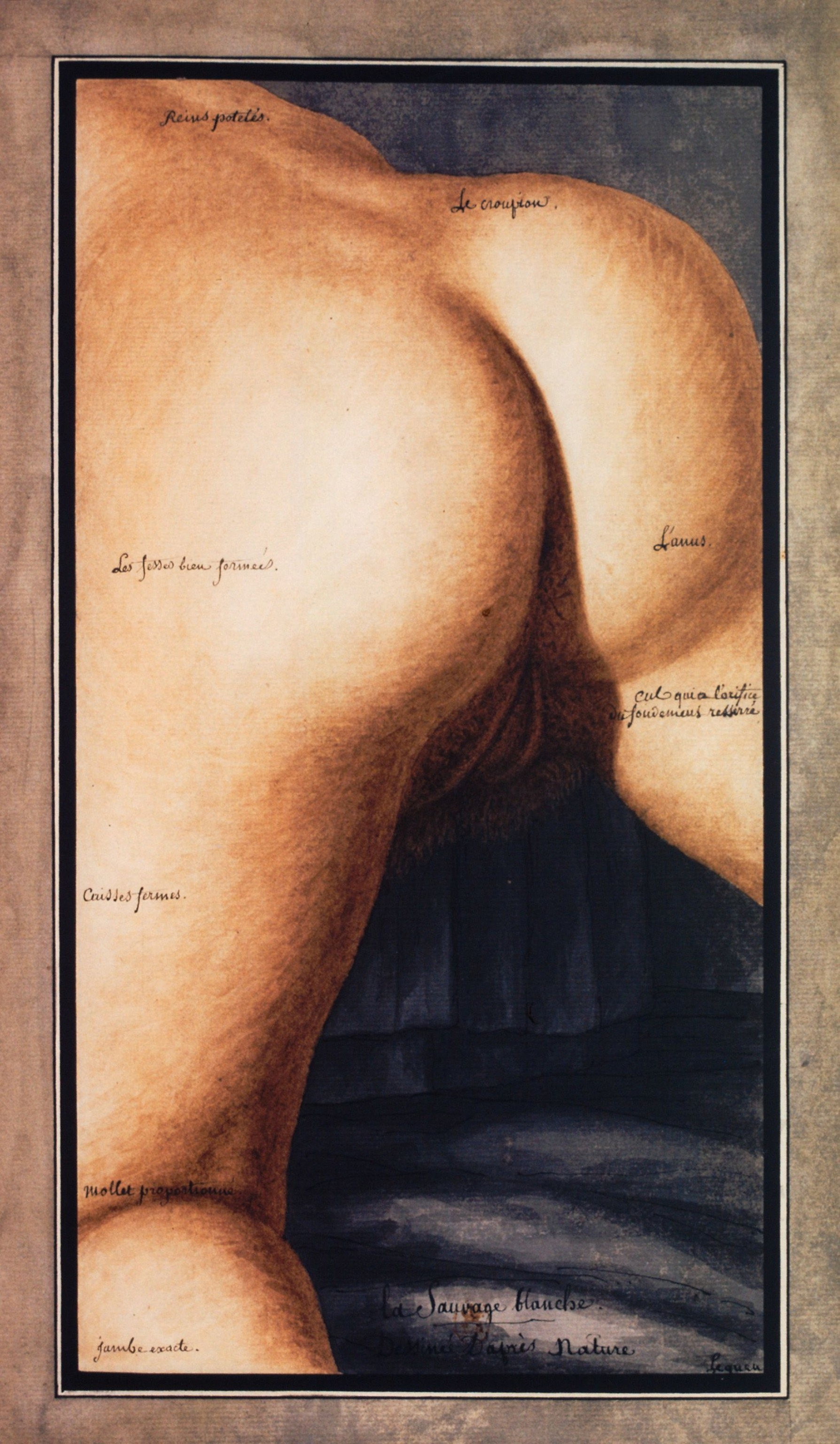
Белый дикарь, нарисованный с натуры. Между 1779 и 1795
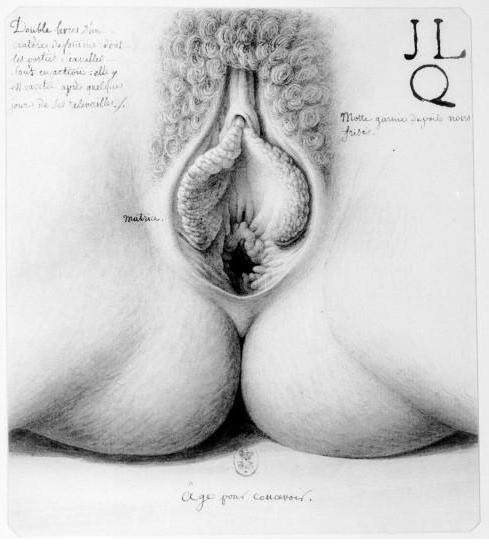
Возраст зачатия. Между 1779 и 1795
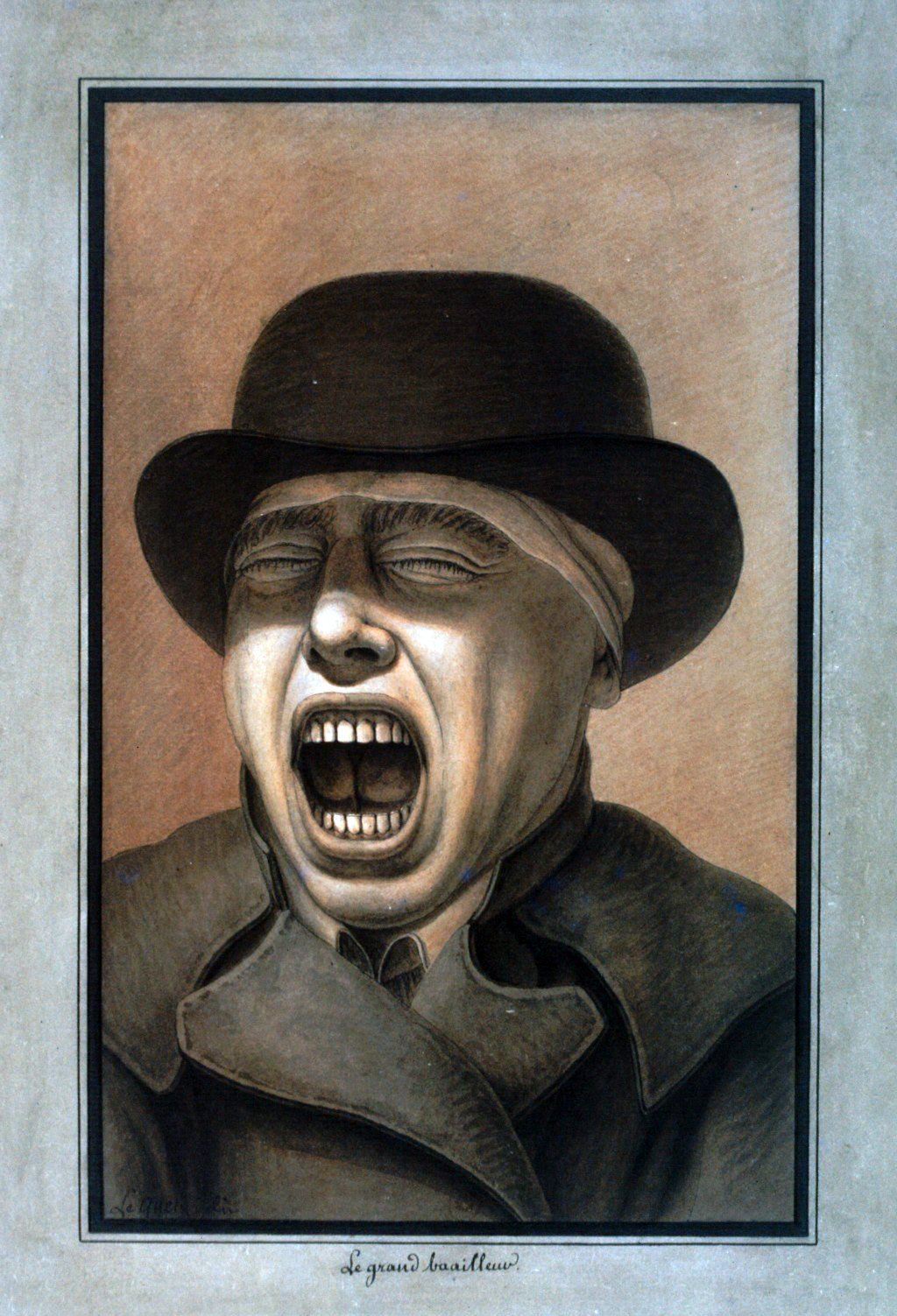
Крупный землевладелец